# Roullens
Roullens (okzitanisch Rollens) ist eine französische Gemeinde mit 581 Einwohnern (Stand 1. Januar 2022) im Département Aude in der Region Okzitanien. Sie gehört zum Arrondissement Carcassonne und zum Kanton Carcassonne-3.

## Nachbargemeinden
Nachbargemeinden von Roullens  sind  Cavanac im Nordosten, Preixan im Südosten, Montclar im Südwesten und Lavalette im Nordwesten.

## Bevölkerungsentwicklung
| Jahr      | 1962 | 1968 | 1975 | 1982 | 1990 | 1999 | 2013 |
| Einwohner | 258  | 226  | 213  | 251  | 348  | 416  | 507  |